# Der nasse Fisch. Gereon Raths erster Fall
Der nasse Fisch ist ein historischer Roman des deutschen Autors Volker Kutscher, der 2008 im Verlag Kiepenheuer & Witsch erschien. Es handelt sich um den ersten Kriminalroman in der Serie um den Kriminalkommissar Gereon Rath und er spielt 1929 zur Zeit des sogenannten Blutmai in Berlin. Der Roman wurde 2016 unter dem Titel Babylon Berlin als deutsche Fernsehserie verfilmt sowie 2018 als Hörspielserie in acht Folgen veröffentlicht.
Neben der vordergründigen Kriminalhandlung in der Tradition der amerikanischen Hardboiled Detectives zeichnet das Buch ein anschauliches Sittengemälde der Goldenen Zwanziger in Berlin. Die politischen Entwicklungen in der späten Weimarer Republik einschließlich des aufkommenden Nationalsozialismus sind für den Leser klar erkennbar dargestellt, aber für die handelnden Personen in ihrer Tragweite noch nicht zu erfassen. Neben fiktiven und zeitgeschichtlichen auftretenden Personen werden aus der Sicht der Hauptfigur auch historische Ereignisse geschildert.

## Handlung
Der Kölner Kommissar Gereon Rath wird durch die Beziehungen seines Vaters nach Berlin versetzt, nachdem er im Einsatz den Sohn eines einflussreichen Zeitungsverlegers erschossen hat. Dort arbeitet er im Polizeipräsidium Alexanderplatz, auch als „Rote Burg“ bekannt, zunächst für die Sittenpolizei unter Oberkommissar Bruno Wolter als Vorgesetztem. Sein Ziel ist es jedoch, zur Mordkommission zu wechseln, die von dem bekannten Kriminalrat Ernst Gennat geleitet wird, der nach modernsten wissenschaftlichen kriminalistischen Methoden arbeitet und eine der höchsten Aufklärungsraten vorweisen kann. Rath sieht seine Chance, als eine unidentifizierte Leiche aus dem Landwehrkanal geborgen wird, und schaltet sich ungefragt in die stagnierenden Ermittlungen der Mordkommission ein.
Bei seinen Nachforschungen stößt Rath auf eine Verbindung zu einem Kreis militanter Exilrussen, die mit geschmuggeltem Gold Waffen kaufen wollen, um einen Putsch vorzubereiten. Auch das organisierte Verbrechen und Paramilitärs wie die SA sind hinter dem Gold und den Waffen her. Rath verliebt sich in Charlotte Ritter, die als Stenotypistin bei der Mordkommission arbeitet, und nutzt ihr Insiderwissen für seine Ermittlungen. Im Rahmen seiner Nachforschungen stößt er auch auf den halbseidenen Drahtzieher des Ringvereins Berolina Johann Marlow, genannt Dr. M., und macht sich erpressbar, nicht zuletzt weil er in einem von dessen illegalen Nachtclubs Kokain konsumiert. Dabei verstrickt er sich immer weiter in den Fall und gerät selbst unter Verdacht, nachdem er einen Mann versehentlich erschossen und dessen Leiche hat verschwinden lassen, die jedoch wenig später wiedergefunden wird.
Wegen Personalmangel wird Rath zur Mordkommission versetzt, um den von ihm selbst verursachten Todesfall zu bearbeiten. Er nutzt die Gelegenheit, um seine Beteiligung zu vertuschen. Als er herausfindet, dass Bruno Wolter in den illegalen Waffenhandel verstrickt ist und einen jungen Kollegen ermordet hat, der ihm im Auftrag der Politischen Polizei auf der Spur war, Gereon Rath aber den Mord anhängen will, offenbart sich Rath dem Berliner Polizeipräsidenten und kann mit dessen Hilfe Wolter erfolgreich durch eine fingierte Waffenübergabe eine Falle stellen, wobei Wolter tödlich verletzt wird. Offiziell wird dessen Tod jedoch als in Erfüllung seiner Dienstpflicht dargestellt. Am Ende gelangt das Gold in die Hände von Johann Marlow, der Rath einen bescheidenen Anteil zukommen lässt.

## Historischer Hintergrund

### Berliner Blutmai

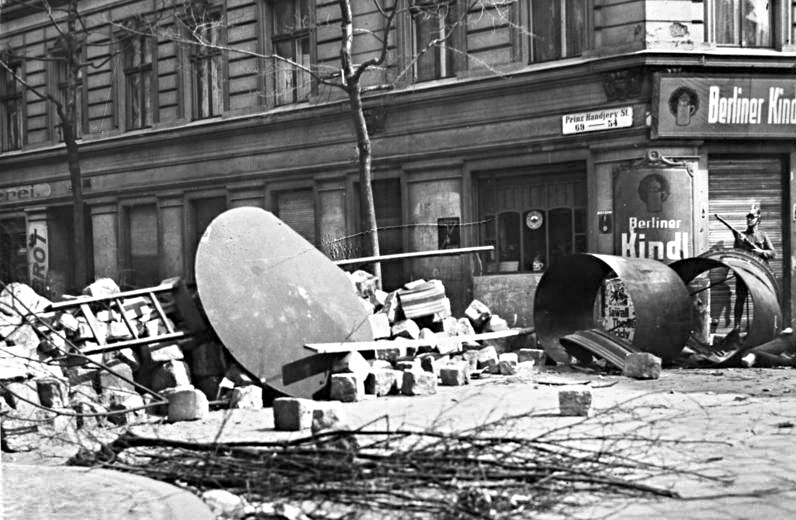
Straßenbarrikade im Rollbergviertel (Neukölln)

Als Blutmai (zeitgenössisch auch Mai-Unruhen) werden die Unruhen vom 1. bis 3. Mai 1929 in Berlin bezeichnet, bei denen die Polizei hart gegen verbotene, von der KPD organisierte Demonstrationen vorging und 32 Zivilisten tötete sowie zahlreiche Demonstranten und Unbeteiligte verletzte. Die Bezeichnung Blutmai geht auf den Streikaufruf der KPD vom 2. Mai 1929 zurück, in dem es hieß: „Zörgiebels Blutmai – das ist ein Stück Vorbereitung des imperialistischen Krieges! Das Gemetzel unter der Berliner Arbeiterschaft – das ist das Vorspiel für die imperialistische Massenschlächterei!“ In der Folge wurde im November 1930 der damalige Berliner Polizeipräsident Karl Friedrich Zörgiebel in den einstweiligen Ruhestand versetzt.

### Ernst Gennat und die Inspektion A

Die Funktionsweise der Mordkommissionen in der Inspektion A ab 1926

Durch Ernst Gennats Bemühungen wurde aus dem Mordbereitschaftsdienst eine organisatorisch fest eingerichtete „Zentrale Mordinspektion“ in der Inspektion A, die am 1. Januar 1926 offiziell ihre Arbeit aufnahm und deren Leitung er übernahm. Die Mordinspektion bestand aus einer „aktiven“ und zwei „Reserve-Mordkommissionen“. Zur aktiven Mordkommission gehörten ein älterer und ein jüngerer Kommissar, vier bis zehn Kriminalbeamte, eine Stenotypistin sowie nach Bedarf (am Tatort) ein Hundeführer und der Erkennungsdienst. Sie bearbeitete alle Berliner Mord- und Totschlagssachen. Die Mitarbeiter setzten sich aus Beamten verschiedener Inspektionen zusammen, die turnusmäßig alle vier Wochen wechselten, da jeder einmal diese wertvollen Berufserfahrungen sammeln sollte. Gennats auffallende Körperfülle (er wog geschätzte 135 kg) verdankte er seinem enormen Appetit, vor allem seiner Leidenschaft für (Stachelbeer-)Kuchen. Um eine gründliche und schnelle Ermittlungsarbeit zu ermöglichen, ließ Gennat nach eigenen Plänen von der Daimler-Benz AG einen Mordbereitschaftswagen, umgangssprachlich „Mordauto“ genannt, anfertigen, einen mit Büro- und Kriminaltechnik ausgestatteten Personenkraftwagen (auf Basis der Benz-Limousine 16/50 PS). Bei Bedarf konnte das Mordauto in ein behelfsmäßiges Büro umfunktioniert werden. Zu Weltruhm gelangte auch die von Gennat geschaffene „Zentralkartei für Mordsachen“ oder „Todesermittlungskartei“, in der systematisch alle bekannt gewordenen gewaltsamen Todesfälle, nicht nur aus Berlin, dokumentiert wurden. Durch seine Popularität war Gennat Pate für Filmkommissare und taucht als Figur in historischen Kriminalromanen auf.

### Die Rote Burg

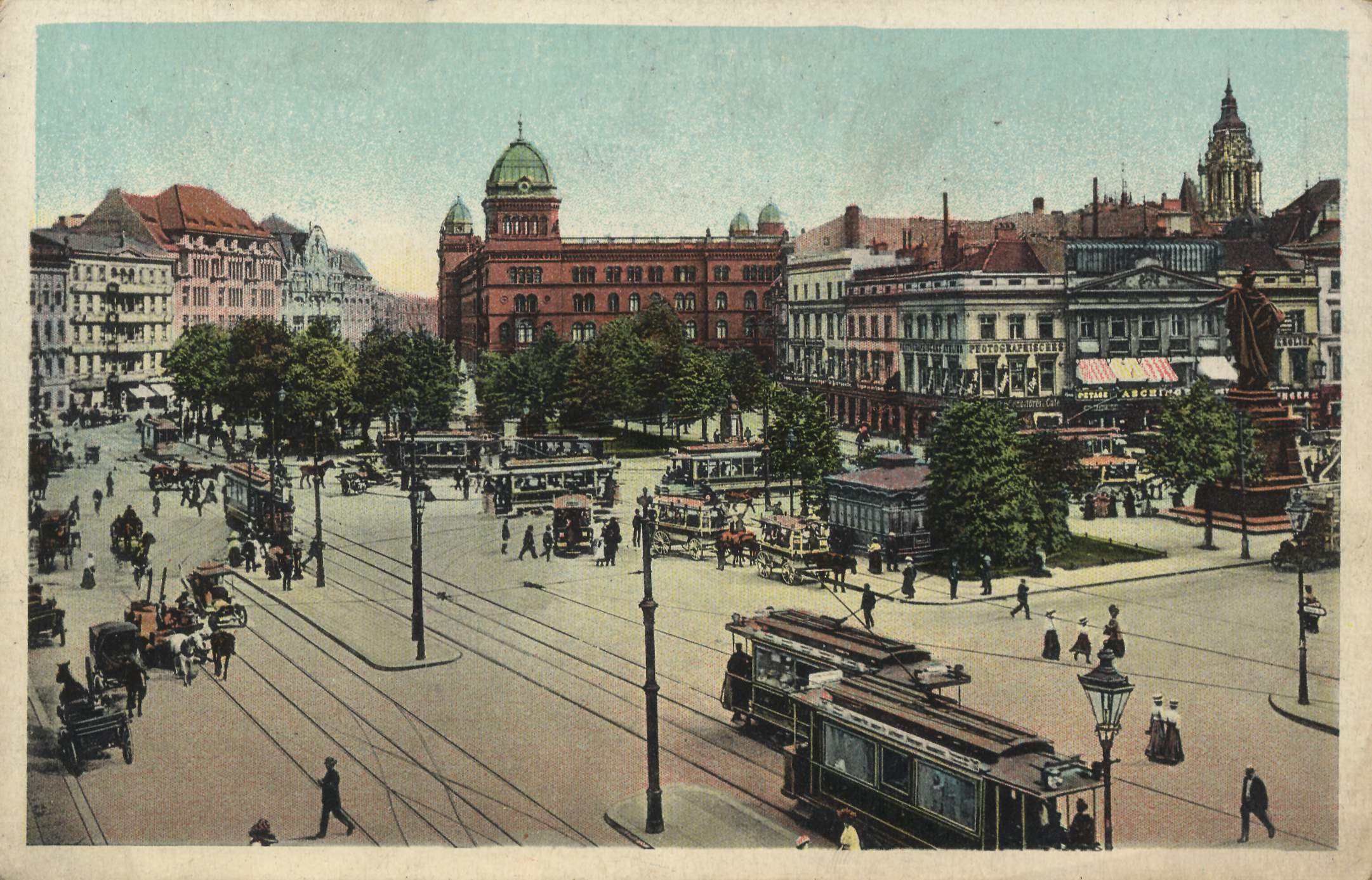
Der Alexanderplatz um 1900 (v. l. n. r.: Lehrervereinshaus, Polizeipräsidium, Aschinger). Durch die Umgestaltungen des Platzes sind außer dem Bahnhof und dem Berolinahaus (1932 fertiggestellt) keine Orientierungspunkte erhalten geblieben.

Das Polizeipräsidium Alexanderplatz war der Sitz des Berliner Polizeipräsidenten und Teil der Zentralverwaltung der Berliner Polizei am Alexanderplatz und war auch als „Rote Burg“ bekannt. Bereits 1885 plante die Reichshauptstadt diese Einrichtung als ein „deutsches Scotland Yard“. 1886–1890 wurde der Ursprungsbau unter der Leitung des Berliner Stadtbaurats Hermann Blankenstein errichtet. Dieser Bau war damals neben dem Berliner Stadtschloss das größte Gebäude Berlins. 1900 folgte eine Erweiterung unter der Leitung von Paul Thoemer. 1933 wurde der Komplex auch Sitz der Berliner Gestapo. Bereits 1896 verfügte das Präsidium über einen Erkennungsdienst, eine Bertillonsche Messkartei, ein Vermissten- und Vergehensregister und ab 1899 über ein eigenes Fotoatelier. Der Polizeipräsident von Berlin war in Preußen mit der praktischen Führung sämtlicher polizeilichen und angegliederten Verwaltungsstrukturen beauftragt. Im Gebäude am Alexanderplatz befanden sich also nicht nur kommunale Polizeistrukturen, sondern auch Spezialabteilungen wie zum Beispiel die preußische Zensurbehörde. Die Aufgabenverteilung der Berliner Polizei war somit der Standard für Preußen und das spätere Deutsche Reich. Im Zweiten Weltkrieg erlitt das Gebäude in den Jahren 1944 und 1945 bei den Luftangriffen der Alliierten und der Schlacht um Berlin schwere Schäden und wurde nicht wiederaufgebaut. 1957 wurden die letzten Reste abgetragen, und ein Parkplatz entstand. Seit 2007 befindet sich auf dem Areal das Einkaufszentrum Alexa.

### Aschinger
Aschinger, wo auch Gereon Rath gerne einkehrt, war ein 1892 gegründeter Gastronomiebetrieb in Berlin, der insbesondere durch seine großen Stehbierhallen bekannt wurde. Die Brüder August und Carl Aschinger gründeten in Berlin ab 1892 „Bierquellen“, die Stehbierhallen und später auch Restaurants waren, in denen man schnell, gut und preiswert essen konnte. Die verschiedenen Biersorten wurden anfangs zum Einheitspreis von 10 Pfennig angeboten. Die erste „Bierquelle“ öffnete am 1. September 1892 in der Neuen Roßstraße 4 am Köllnischen Markt beim U-Bahnhof Märkisches Museum. Weitere folgten an verkehrsreichen Orten wie in der Leipziger Straße (Nummern 60/61, 79, 85), der Potsdamer Straße (Nummern 3 (Weinhaus Rheingold), 57/58 und 101/102) sowie der Friedrichstraße (Nummern 79a, 97 und 191), am Rosenthaler Platz (Rosenthaler Straße 72a), am Alexanderplatz und am Hackeschen und Werderschen Markt. Bei Aschinger gab es günstige Mahlzeiten und nach Belieben Schrippen zu den Speisen, wodurch der Name Aschinger relativ schnell – gerade bei ärmeren Bevölkerungsschichten – populär wurde. Besonders bekannt und beliebt waren Aschingers Bierwürste oder die Erbsensuppe. „Beste Qualität bei billigstem Preis“ lautete das Motto des rasch expandierenden Unternehmens, das alle Speisen im eigenen Zentralbetrieb herstellte, somit also eine vollständige Qualitätskontrolle besaß. Weitere Konditoreien und Bäckereiverkaufsstellen kamen zu Beginn des 20. Jahrhunderts hinzu. Die Einrichtung der Lokale sollte keineswegs ärmlich, sondern vornehm wirken, weshalb die Bierquellen aufwendig mit Kronleuchtern, Spiegeln und einladenden Schaufenstern ausgestattet waren. Trotz des aufwendigen Interieurs waren sie nicht gemütlich, weder bezüglich der Einrichtung noch der Sauberkeit. Die Stehbierhallen galten in der ersten Hälfte des 20. Jahrhunderts als „Berlin-typisch“.

## Hauptpersonen

### Gereon Rath
Aus Köln stammender Kriminalkommissar, der in seiner Heimat ein erfolgreicher Mordermittler war, bis ein tödlicher Schuss aus seiner Dienstwaffe und eine daraus resultierende Pressekampagne seine Karriere zerstört. Auf Vermittlung seines einflussreichen Vaters wechselt Gereon Rath im März 1929 in die Reichshauptstadt zur dortigen Kriminalpolizei, wo er der Inspektion E zugeordnet wird.

### Charlotte Ritter
Stenotypistin bei der Berliner Inspektion A, womit sie ihr Jurastudium finanziert. Danach möchte sie als Kriminalbeamtin arbeiten. In der Mordinspektion lernt sie Gereon Rath kennen, zu dem sie sich zunächst hingezogen fühlt, bis dieser sie hintergeht.

### Wilhelm Böhm
Oberkommissar bei der Inspektion A, genannt die „Bulldogge“ und einer der wichtigsten Mitarbeiter von Ernst Gennat. Er pflegt einen sehr ruppigen Umgangston, nicht nur im Umgang mit Verdächtigen und Zeugen, sondern auch mit Kollegen und Untergebenen. Böhm mag Gereon Rath nicht.

### Reinhold Gräf
Kriminalassistent bei der Inspektion A. Er freundet sich mit Gereon Rath an.

### Stephan Jänicke
Kriminalassistent bei der Inspektion E mit geheimen Aufgaben. Er wird ermordet.

### Ernst Gennat
Kriminalrat und Leiter der Inspektion A, wegen seiner Leibesfülle „Buddha“ oder auch „der volle Ernst“ genannt (historische Figur). Er hat die Mordinspektion aufgebaut und moderne Ermittlungsmethoden eingeführt, was ihn schon zu Lebzeiten zur Legende gemacht hat.

### Bruno Wolter
Oberkommissar bei der Inspektion E und Gereon Raths erster Chef bei der Berliner Polizei, Spitzname: „Onkel“. Er nimmt es mit den Dienstvorschriften und der Wahrheit nicht so genau.

### Johann Marlow
Geschäftsmann und organisierter Verbrecherboss, auch „Dr. M.“ genannt. Drahtzieher des Ringvereins Berolina, der gesetzeswidrige Geschäfte aller Art wie Rauschgifthandel oder illegale Nachtclubs betreibt. Auf seiner Gehaltsliste stehen auch Beamte der Berliner Polizei.

### Karl Friedrich Zörgiebel
Berliner Polizeipräsident (historische Figur), Spitzname: „Dörrzwiebel“, und Freund von Gereon Raths Vater. Durch das von ihm erlassene Demonstrationsverbot und die Autorisierung des rigorosen Vorgehens der Polizei gegen die kommunistischen Maidemonstranten mitverantwortlich für den sogenannten Blutmai, bei dem 32 Menschen von der Polizei getötet werden. Mitglied der SPD.

### Engelbert Rath
Gereon Raths Vater und Kriminaldirektor bei der Kölner Polizei. Sein ältester Sohn und Liebling Anno fiel im Weltkrieg, der Zweitälteste, Severin, ging kurz vor Ausbruch des Krieges in die USA und wird seitdem von Engelbert Rath als Fahnenflüchtiger betrachtet. Sein Verhältnis zu Gereon Rath ist angespannt. Duzfreund von Karl Friedrich Zörgiebel.

### Magnus Schwartz
Gerichtsmediziner. Doktor Schwartz nimmt seinen Beruf ernst, neigt jedoch dazu, mit Frischlingen, seien es nun Studenten oder Polizisten, makabre Scherze zu treiben. Was er überhaupt nicht mag, sind besserwisserische Kriminalbeamte und vorlaute Studenten.

## Rezeption
Der Roman erhielt vorwiegend positive Kritiken. So schrieb Hardy Reich in der Frankfurter Allgemeinen Zeitung:

„An zeithistorischen Krimis besteht derzeit großes Interesse, wie vor allem die Bestseller-Erfolge von Andrea Maria Schenkel zeigen. Zu diesen schmalen Büchern bildet Der nasse Fisch nicht nur hinsichtlich des Umfangs eine Art Gegenpol. In Tannöd wird Zeitgeschichte nur in homöopathischen Dosen verabreicht. Kutschers Projekt, den Untergang der Weimarer Republik im Medium des Kriminalromans darzustellen, ist ungleich ambitionierter und dabei ganz und gar schlüssig. Es bleibt zu hoffen, dass es die verdiente Beachtung findet.“

Und der Spiegel attestierte: „Volker Kutscher gelingt in seinem Krimi Der nasse Fisch ein opulentes Sittengemälde einer Metropole, die in ihrer Hektik und Amüsiersucht damals als die amerikanischste Stadt Europas galt und deren Schicksal doch schon unausweichlich war.“

## Auszeichnungen
Für den Roman Der nasse Fisch sowie die beiden Fortsetzungen Der stumme Tod und Goldstein erhielt Volker Kutscher 2011 im Rahmen der Reinickendorfer Kriminacht „für herausragende Leistungen“ den Berliner Krimifuchs, einen Literaturpreis für Kriminalromane.
Der Roman war 2023 Ein Buch für die Stadt in Köln.

## Adaptionen

### Graphic Novel
2016 erschien bei Carlsen die auf der Grundlage des Romans von Arne Jysch kreierte und gezeichnete Graphic Novel gleichen Titels.

### Verfilmung
Der Roman wurde unter dem Titel Babylon Berlin als deutsche Fernsehserie verfilmt, die von X Filme Creative Pool in Koproduktion mit ARD Degeto, Sky und Beta Film produziert wurde. Regie führten Tom Tykwer, Achim von Borries und Henk Handloegten, die auch die Drehbücher verfassten. Hierbei wurden auch wesentliche inhaltliche Änderungen vorgenommen. Hauptdarsteller sind Volker Bruch in der Rolle des Kommissars Gereon Rath und Liv Lisa Fries als Charlotte Ritter.

### Hörspielserie
Die Bearbeitung für die Hörspielserie Der nasse Fisch stammt von Thomas Böhm und Benjamin Quabeck, der auch Regie führte. Sie wurde 2018 parallel zur Erstausstrahlung der Fernsehserie Babylon Berlin im öffentlich-rechtlichen Rundfunk gesendet und in der ARD-Audiothek veröffentlicht. Für die Hörspielserie wurde von Verena Guido eigens Musik komponiert, die vom WDR-Funkhausorchester eingespielt wurde. Sprecher sind u. a. Ulrich Noethen, Peter Lohmeyer, Uwe Ochsenknecht, Reiner Schöne, Meret Becker, Udo Schenk, Ole Lagerpusch und Alice Dwyer. Produziert wurde die achtteilige Hörspielreihe von Radio Bremen, WDR und rbb.

## Fortsetzungen
In der Reihe um Gereon Rath sind bis Oktober 2024 neun weitere Romane und zwei Novellen erschienen:
- Der stumme Tod. Gereon Raths zweiter Fall. Kiepenheuer & Witsch, Köln 2009.
- Goldstein. Gereon Raths dritter Fall. Kiepenheuer & Witsch, Köln 2010.
- Die Akte Vaterland. Gereon Raths vierter Fall. Kiepenheuer & Witsch, Köln 2012.
- Märzgefallene. Gereon Raths fünfter Fall. Kiepenheuer & Witsch, Köln 2014.
- Lunapark. Gereon Raths sechster Fall. Kiepenheuer & Witsch, Köln 2016.
- Moabit. Galiani Berlin, Köln 2017 (Prequel; Illustrationen von Kat Menschik).
- Marlow. Der siebte Rath-Roman. Piper, München 2018.
- Olympia. Der achte Rath-Roman. Piper, München 2020.
- Mitte. Galiani Berlin, Köln 2021 (Illustrationen von Kat Menschik).
- Transatlantik. Der neunte Rath-Roman. Piper, München 2022.
- Rath. Der zehnte Rath-Roman. Piper, München 2024.

## Sekundärliteratur
- Regina Stürickow: Kommissar Gennat ermittelt. Die Erfindung der Mordkommission. 2. Auflage. Elsengold Verlag, Berlin 2016, ISBN 978-3-944594-56-9.